# ایوان بریکنر
ایوان بریکنر (اوکراینی: Іван Ігорович Брікнер؛ زادهٔ ۳۰ ژوئن ۱۹۹۳) بازیکن فوتبال اهل اوکراین است.